# Oratorio di San Gregorio Taumaturgo
Oratorio di San Gregorio Taumaturgo, conhecida apenas como San Gregorio Taumaturgo, era um oratório que ficava localizada na Via del Pedacchia, no rione Campitelli de Roma. Era dedicado a São Gregório Taumaturgo. Foi demolido na década de 1890 juntamente com toda a vizinhança durante as obras de construção do Vittoriano e da abertura da Via del Mare, a moderna Via del Teatro di Marcello.

## História

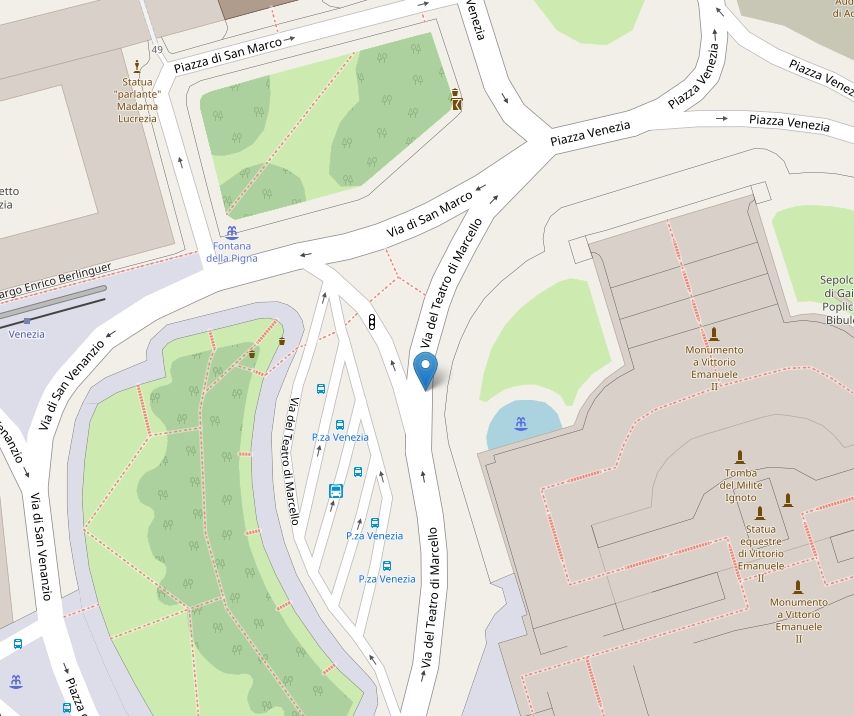
Localização aproximada.

Não se sabe exatamente quando o oratório foi construído, mas é certo que ele data da Idade Média. O edifício aparece no Mapa de Nolli (1748) e, em 1758, o oratório foi citado numa placa afixada do outro lado da rua proibindo o sexo e a defecação no local, uma prática comum até 1870.
Ele era mantido pela Confraternità di San Gregorio Taumaturgo, uma confraria dedicada à veneração de São Gregório Taumaturgo, que se reuniu no local até 1815. Eles em seguida se mudaram para Santa Chiara (que, por falta de manutenção, acabou sofrendo um desabamento do teto), e depois para Santa Maria dei Miracoli. Nesse ínterim, a Compagnia del Sacramento, da vizinha basílica  de San Marco, passou a se encontrar no local. Eles também abandonaram o oratório em meados do século XIX. Segundo o arqueólogo e historiador Mariano Armellini, o oratório foi desconsagrado em 1891 e transformado numa taverna que servia às "classes mais baixas".
Entre 1885 e 1911, o grande Monumento a Vittorio Emanuele II, conhecido como Vittoriano, foi construído na encosta do monte Capitolino e, nas décadas seguintes, vários quarteirões vizinhos foram completamente demolidos, incluindo edifícios seculares, igrejas, ruas e praças. O oratório foi demolido na década de 1890.

## Descrição
A Via Pedacchia era uma rua medieval que começava no canto sudeste da Piazza di San Marco e se seguia para o sul, sudoeste e oeste até a antiga praça com uma fonte no centro que está hoje sob a Via di San Venanzio. O oratório ficava do lado leste da via no trecho que corria para sul e o local hoje pode ser identificado por um trecho gramado semicircular em frente a uma fonte do lado oeste do Vittoriano, perto da Via del Teatro di Marcello.
A planta da igreja era retangular com um arco triunfal separando a nave de um presbitério. Segundo Armellini, apesar de "profanada", a estrutura ainda preservava algumas características de um oratório: ele menciona um portal de "caráter sagrado" com um par de janelas emparedadas flanqueando-o. Quando ele escreveu, em 1891, o oratório ainda estava de pé, mas ele deve ter sido demolido logo em seguida. O oratório vizinho, de Santa Maria del Carmine e Sant'Antonio, já não existia mais.